# Avetianella capnodiobia
Avetianella capnodiobia är en stekelart som beskrevs av Trjapitzin 1968. Avetianella capnodiobia ingår i släktet Avetianella och familjen sköldlussteklar.
Artens utbredningsområde är Armenien. Inga underarter finns listade.